# Ordine della francisca

Emblema ufficiale del maresciallo Pétain, e, de facto, stemma del regime di Vichy.

L'ordine della francisca gallica (Ordre de la Francisque) è un ordine relativo alla decorazione attribuita dalla Francia dal 1941 al 1945, e che sotto il regime di Vichy segnalava coloro che più si erano distinti e perciò erano degni della stima del Maresciallo Philippe Pétain.
La decorazione rappresentava «il simbolo del sacrificio e del coraggio e ricordava una Francia sventurata che rinasceva dalle sue ceneri».
Fu creata, approvata e regolata tramite le disposizioni dell'ordinanza del 26 maggio 1941, la legge del 16 ottobre 1941 e i decreti del 14 marzo 1942 e del 31 luglio 1942. La francisca fu dichiarata "insegna del Maresciallo di Francia, Capo dello Stato Francese".

## Condizioni e giuramento
Il candidato doveva soddisfare due requisiti:
- presentare garanzie morali incontestabili.
- prima della guerra, aver svolto un'azione politica a livello nazionale e sociale conforme ai principi della Rivoluzione Nazionale o manifestare dopo la guerra un attaccamento attivo all'opera e alla persona del Maresciallo o avere brillanti stati di servizio militare o civile (due di queste ultime condizioni erano necessarie assieme al primo requisito).

Il candidato doveva prestare il seguente giuramento: «Faccio dono della mia persona al Maresciallo Pétain come egli ha fatto dono della propria alla Francia. Mi impegno a obbedire ai suoi ordini e a restare fedele alla sua persona e alla sua opera.»

## Attribuzione e revoca
La distinzione era attribuita direttamente dal Capo dello Stato o da un Consiglio della Francisca, composto da dodici membri nominati dal Maresciallo e presieduto dal Gran Cancelliere della Legion d'Onore. Poteva essere revocata nelle stesse condizioni.

## Insegna
L'insegna dell'ordine, alta 26,5 mm e larga 19,4 mm, voleva richiamare la scure guerriera dei Franchi, la francisca, un'antica  arma da getto che, però, aveva un unico ferro, mentre l'insegna della francisca esibisce invece un'ascia bipenne. Il bastone di maresciallo smaltato di blu con 10 stelle ed estremità dorate reggeva due ferri smaltati col tricolore francese.

## Titolari celebri
Una lista di 2626 titolari, dei quali tre donne, venne ricostituita dopo la distruzione degli archivi del Consiglio della francisca nel 1945 dall'Alta Corte. L'opera di 64 pagine dell'archivista Jérôme (pseudonimo di Henry Coston), "L'Ordine della francisca" (Parigi, Publications H.C., 1995) raccoglie circa duemila nomi, fra i quali:
- La vedova del generale Charles Huntziger;
- I Fratelli Lumière nel 1941;
- François Mitterrand nel 1943;
- Il giornalista Tony Burnand;
- L'attore Charles Vanel;
- L'attore Pierre Fresnay;
- Edmond Giscard d'Estaing, padre del futuro presidente della Repubblica francese, Valéry Giscard d'Estaing;
- Lo scrittore Jean Ousset;
- Lo scrittore Charles Maurras;
- Lo scultore Maxime Real del Sarte;
- Lo scrittore Antoine de Lévis-Mirepoix;
- Il generale Maxime Weygand e la moglie;
- Xavier Vallat;
- Jean-Louis Tixier-Vignancour;
- Pierre Mauriac, docente della facoltà di medicina di Bordeaux, fratello di François Mauriac;
- Lo scrittore Paul Morand;
- L'ammiraglio Georges Robert;
- Luigi II di Monaco.